# Get the Picture?
Get the Picture?  è il quarto album del gruppo pop rock statunitense Smash Mouth, pubblicato nel 2003 dalla Interscope Records.

## Tracce
1. Hang On – 2:53
2. Always Get Her Way – 3:12
3. You Are My Number One – 2:32 feat. Ranking Roger
4. Whole Lotta Love – 3:21
5. Space Man – 4:14
6. Hot – 2:31
7. Looking For A Wall – 3:18
8. Seventh Grade Dance (Camp) – 3.30
9. 105 (Camp) – 3:31
10. Fun (Camp) – 2:39
11. New Planet – 2:17
12. You Are My Number One (Radio Remix) – 2:32 feat. Ranking Roger

### Bonus Tracks
1. Get the Picture? (Camp) - 2:59 UK/Japan bonus track
2. Spooky Thing with George Clinton - 3:37 feat. George Clinton, Japan bonus track
3. Boulevard (Camp) - 4:19 Japan bonus track

## Formazione
- Steve Harwell - voce
- Greg Camp - chitarra, tastiere, scratches, cori
- Paul De Lisle - basso, cori
- Michael Urbano - batteria
- Michael Klooster - tastiere

### Altri musicisti
- Matt Mahafe - tastiere
- Ranking Roger - scratches